# Chott Tinsilt
Chott Tinsilt est un lac salé qui fait partie des zones humides des Hautes Plaines de la région constantinoise, il se situe dans la wilaya d'Oum El Bouaghi. Il est classé comme site Ramsar depuis le 12 décembre 2004. La zone dépend de l'Organisation de la Conservation des Forêts de Ouled Zouai, de la direction de l’hydraulique et de l'Inspection Régionale de l’Environnement.

## Géographie

### Relief, hydrographie
La zone se trouve sur la partie nord de la plaine de Ouled Zouaï entouré par des collines. Le chott est alimenté par les eaux pluviales de l'oued Ben Zerhaïb en grande partie, et du côté Nord-Ouest par les eaux usées provenant de Souk Naamane avec de petites quantités.
La sortie des eaux se fait du côté Sud-Ouest, et contourne le site pour rejoindre Sebkhet El Zemoul. La superficie du bassin versant du chott peut atteindre les 10 300 ha avec une profondeur maximale de 0,5 m,.

### Situation
Le chott est partagé entre les deux communes de Souk Naamane et Ouled Zouaï, de la wilaya d'Oum El Bouaghi. Il se situe à 5 km de la commune de Souk Naamane et à 17 km au Sud de la ville de Aïn M'lila, la RN 3 qui va de la ville de Constantine à Batna, et la voie ferrée entre Constantine et Biskra, et Sebkhet El Zemoul, se trouve à l'est.

### Climat
Le climat de la zone est de type semi-aride, les précipitations varient de 196 à 370 mm par an, les pluies ont un caractère torrentiel et irrégulier, le chott fait partie des zones humides. L’hiver est froid car il se trouve dans un climat continental froid, la température minimale est de 2,9 °C, en été le sirocco souffle, et les lieux deviennent secs et chauds, la température maximale est de 36,9 °C.

## Espèces animales et végétales
Sur le site, onze espèces d’oiseaux viennent hiverner, à savoir le Canard colvert, la Sarcelle d'hiver, le Canard siffleur, le Canard pilet, le Canard souchet, l'Oie cendrée, le Tadorne de Belon, l'Érismature à tête blanche, la Foulque macroule, le Flamant rose et le Grue cendrée, au total près de 9 025 individus en 2005. Parmi les mammifères présents se trouvent le Renard roux Vulpes vulpes, le Chacal doré Canis aureus, le Lièvre commun Lepus capensis et le Rat noir Rattus rattus, parmi les amphibiens le crapaud Bufo mauritanica, parmi les reptiles le lézard Acanthodactylus sp. et la Cistude Emys orbicularis et parmi les invertébrés les crustacés Daphnia sp. et  Artemia sp. et le gastéropode Helix pyramidata.
La chott est composée de deux grandes familles de végétation, les Chénopodiacées et les Aizonacées, dont les plus connues sont Mesembryan nodiflorum, les salicornes Salicornia arabica et Arthrocnemum indicum, la Ruppie maritime Ruppia maritima et l'arroche Atriplex sp..